# Amt Ruhland
Urząd Ruhland (niem. Amt Ruhland) – urząd w Niemczech, leżący w kraju związkowym Brandenburgia, w powiecie Oberspreewald-Lausitz. Siedziba urzędu znajduje się w mieście Ruhland.
W skład urzędu wchodzi sześć gmin:
1. Grünewald
2. Guteborn
3. Hermsdorf
4. Hohenbocka
5. Ruhland
6. Schwarzbach